# فرد هاتشينسون
فرد هاتشينسون (بالإنجليزية: Fred Hutchinson)‏ هو لاعب كرة قاعدة أمريكي، ولد في 22 أغسطس 1919 في سياتل في الولايات المتحدة، وتوفي في 12 نوفمبر 1964 في برادنتون في الولايات المتحدة بسبب سرطان الرئة.

## وصلات خارجية
- فرد هاتشينسون على موقع دوري كرة القاعدة الرئيسي (الإنجليزية)
- فرد هاتشينسون على موقعبيزبول رفرنس.كوم (الدوري الرئيسي) (الإنجليزية)
- فرد هاتشينسون على موقعبيزبول رفرنس.كوم (الدوري الثانوي) (الإنجليزية)
- فرد هاتشينسون على موقع مشجعي الرسوم البيانية (الإنجليزية)
- فرد هاتشينسون على موقع قاعة فلوريدا للمشاهير الرياضية (الإنجليزية)